# Konstal 14N
Констал 14N — прототипна модель трамваю, побудована у 1963 та 1967 рр. на заводі Констал у Хожові. Всього було побудовано три екземпляри (два моторизовані вагони і один причіпний). В основі моделі 14N мала бути спрощена конструкція вагона Констал 13N, побудованого для Варшави, прилаштована для потреб інших міст Польщі з наявними мережами трамвая. Через аварійність прототипів серійного виробництва даної моделі не відбулося.

## Конструкція
Констал 14N був незчленованим однонапрямним моторизованим вагоном. З механічного аспекту є ідентичним до свого попередника, моделі 13N. Корпус трамвая спирався на два двохосні моторизовані візки; на кожну вісь був один двигун постійного струму. З правої сторони корпусу розміщено троє ширмових дверей, що складаються з чотирьох частин. Водій керував трамваєм за допомогою регулятора ходу у формі керма. Електричне живлення подавалося з контактної мережі через пантограф. Порівняно з трамваями 13N змінено спосіб холодного увімкнення двигунів. Таким чином подача струму керувалася безпосередньо через кермо (як у вагонах типу N), а не контакторами.
Прототипні моторизовані вагони відрізнялися кількома конструкційними рішеннями. Перший прототип 1963 р. неможливо було експлуатувати у зчепленні з іншим трамваєм, в той час, як другий прототип 1967 р. вже обладнаний гніздом керування по системі багатьох одиниць. На додачу до того в 1967 р. з'явився прототип причіпного вагона СМО під кодом 14ND. Порівняно з моторизованими вагонами, причіпний вагон 14ND не мав кабіни водія та пантографу, а також не має двигунів. Передня частина вагона виглядає подібно до задньої.

## Постачання
| Країна  | Місто                       | Тип     | Роки постачання | Кількість | Бортові номери | Примітки                                          |       |
| ------- | --------------------------- | ------- | --------------- | --------- | -------------- | ------------------------------------------------- | ----- |
| Польща  | Верхньосілезька агломерація | 14N     | 1963, 1967      | 2         | 129, 140       | прототипи, до 1969 р. № 140 переобладнано на 13NS | [ 3 ] |
| Польща  | Верхньосілезька агломерація | 14ND    | 1967            | 1         | 141            | прототип, після 1969 р. переобладнано на 13NSD    | [ 3 ] |
| Всього: | Всього:                     | Всього: | Всього:         | 3         |                |                                                   |       |

Перший прототип 14N було доставлено до верхньосілезької агломерації, де курсував із бортовим номером 129. Вагон було виведено з експлуатації та перероблено на брухт у 1971 р. або в 1975 р. Другий прототип разом із причіпним вагоном також було доставлено до верхньосілезької агломерації. Моторизований 14N отримав бортовий номер 140, а причіпний вагон 14ND — номер 141. Через високу аварійність прототипних вагонів (проблеми з гальмами в причіпному вагоні, погану витривалість регулятора ходу та двигунів на електричний розряд під час запуску) вагони були перебудовані на тип 13NS та 13NSD шляхом монтування контакторної системи запуску. Експлуатація вагонів завершилася у 1985 р.